# Natunaornis gigoura
Il piccione gigante di Vitilevu  (Natunaornis gigoura Worthy, 2001) è un columbide estinto, vissuto sulle isole Figi fino all'olocene. 
Alto fino a 80 centimetri, e quindi solo poco più piccolo del famoso dodo (Raphus cucullatus) e del solitario di Rodriguez (Pezophaps solitaria), il piccione gigante di Vitilevu era un uccello terricolo, incapace di volare, che probabilmente si nutriva di frutti caduti e di molluschi terrestri e granchi. Molto simile all'attuale Goura, questo uccello faceva probabilmente parte di una radiazione evolutiva di columbidi che si diffusero nelle isole dell'Oceano pacifico e dell'Oceano Indiano, e che in seguito persero la capacità di volare. Tra queste forme, oltre ai già citati dodo e solitario (estinti), da ricordare il piccione delle Nicobare (Caloenas nicobarica) e il piccione dal becco dentato (Didunculus strigirostris). Il piccione gigante di Vitilevu si estinse con l'arrivo dell'uomo sulle Figi.